# 间谍 (小说)
《间谍》（英語：The Secret Agent: A Simple Tale）是约瑟夫·康拉德的一部小说，出版于1907年9月 故事发生在1886年的伦敦，讲述一个小店主阿道夫·韦洛克先生为某一个未提名的国家（大概是俄国）从事秘密特工的工作。《间谍》是康拉德较晚期的一部政治小说，摆脱了昔日的航海故事。这部小说涉及H·G·威尔斯、无政府主义、间谍和恐怖主义，还涉及到剥削弱势群体问题：与主人公维罗克同住的妻弟史蒂夫，是一个智能障碍者。
这部小说被康拉德本人改编为舞台剧，此后又被改编成电影、电视、广播和歌剧。1996年的同名英国电影由鲍勃·霍斯金斯主演。
由于其恐怖主义主题，《间谍》是在九一一袭击事件两周后美国媒体引证最多的三部文学作品之一。